# Уэбстер, Маргарет
Маргарет Уэбстер (англ. Margaret Webster; 15 марта 1905 года, Нью-Йорк — 13 ноября 1972 года, Лондон) — американо-британская театральная актриса

, театральный продюсер

 и театральный режиссёр

. Критик Джордж Жан Натан охарактеризовал её как «лучшего режиссёра пьес Шекспира, который у нас есть».

## Биография
Маргарет Уэбстер родилась в Нью-Йорке. Она — дочь двух известных актеров, Бена Уэбстера и Дамы Мэй Уитти. Маргарет была их вторым ребенком, ее старший брат умер в младенчестве. О ее рождении было объявлено на сцене театра, в котором выступал ее отец, во время пьесы Шекспира. Семья много путешествовала, поскольку ее родители между гастролями различных театральных трупп жили то в США, то в Великобритании. В 13 лет Маргарет поступила в независимую английскую школу королевы Анны в Кавершеме.
Учитывая особенности её семьи, Маргарет было разрешено в свободное от учебы время участвовать в спектаклях с родителями. Девочка выступала на сцене вместе с известной театральной актрисой Эллен Терри. Терри и ее семья, включая ее дочь Эдит Крейг, были хорошими друзьями Уэбстеров. После выпуска в 1923 году она отказалась от возможности поступить в Кембриджский университет, чтобы продолжить актерскую карьеру. Она продолжала учиться в драматической школе Этлингера в Лондоне (Англия), где ее мать Дама Мэй Уитти была менеджером и преподавателем по актерскому мастерству.
Начало карьеры Маргарет Уэбстер провела в Англии, где стала известной театральной актрисой. Она работала в нескольких известных театральных труппах, в том числе в 1929—1930 годах в Old Vic.
Уэбстер вернулась в США в 1937 году и начала играть в спектаклях по пьесам Шекспира, например, в 1937 году в спектакле «Ричард II» с Морисом Эвансом в главной роли. Они стали партнерами по сцене, это длилось до 1942 года, когда Уэбстер руководил Эвансом в бродвейских постановках «Гамлета», «Двенадцатой ночи» и «Генриха IV, часть I». В 1941—1942 годах она выводила на сцену Эванса и Джудит Андерсон в бродвейской постановке «Макбета». В 1938 году, во время съёмок «Гамлета», она подружилась с актрисой Евой Ле Галльен.
На Бродвее Мэди Кристианс в это время играла королеву Гертруду в «Гамлете» и леди Перси в «Генрихе IV, часть I» в постановке Вебстера. Вебстер и Кристианс стали близкими друзьями.
Когда Эванс ушёл в армию, Уэбстер ставила классические пьесы на Бродвее, в частности, «Вишневый сад»(1944) А.Чехова с Ле Галльен в главной роли и «Отелло» (1943) с Полом Робсоном в главной роли и Хосе Феррером в роли Яго; было показано 296 спектаклей. Это рекорд по количеству постановок шекспировских пьес на Бродвее. Уэбстер играла Эмилию в первый год постановки (в 1944 году ее заменила Эдит Кинг).
В 1945 году она поставила самый продолжительный спектакль Шекспира «Буря» на Бродвее с Арнольдом Моссом в роли Просперо, Канадой Ли в роли Калибана и балериной Верой Зориной в роли Ариэля. В постановке было сыграно 100 спектаклей, затем был небольшой перерыв, и она вернулась на Бродвей для еще 24 спектаклей.
В 1946 году Уэбстер и Ле Галльен вместе с продюсером Шерил Кроуфорд основали Американский репертуарный театр. В качестве премьерного спектакля Маргарет Уэбстер выбрала пьесу Шекспира «Генрих VIII», с Ле Галльенн в главной роли (Кэтрин), Уолтером Хэмпденом в роли кардинала Вулси и Виктором Джори в роли Генриха VIII. Театр просуществовал до 1948 года. Театр ставил такие пьесы, как «Приведения» Джона Габриэля Боркман и «Алису в стране чудес», в котором Уэбстер играла в спектаклях «Чеширский кот» и «Красная королева».
В 1948 году она отправилась в турне со своей труппой — «Шекспировской труппой Маргарет Уэбстер». Тур длился до 1951 года, но Уэбстер оставила труппу в 1950 году, чтобы стать первой женщиной, которая поставила постановку в Метрополитен-опера. Ее дебютная постановка «Дона Карло» стала премьерой сезона 1950—1951 годов и положила начало карьере Рудольфа Бинга на посту генерального менеджера. Ее последующими постановками были «Аида» (1951) и «Саймон Бокканегра» (1959). [8] В 1964 году Уэбстер предложила роль Лео Генну в фильме «12 разгневанных мужчин» в Лондоне, затем в спектакле «Макбет» в Нью-Йоркской городской опере.
Маргарет Уэбстер посвятила свою первую автобиографию «То же самое, только разные: пять поколений большой театральной семьи» (1969) писательнице Памеле Франкау, к которой была привязана.
Последней пьесой, поставленной Маргарет Уэбстер-режиссёром, была «Профессия миссис Уоррен» Джорджа Бернарда Шоу с актрисой и певицей Мэри Эллис(1970).
Вебстер умерла от рака в лондонском хосписе Святого Кристофера (51 Lawrie Park Road) в 1972 году в 67 лет.